# Canon de 15 cm SK L/40

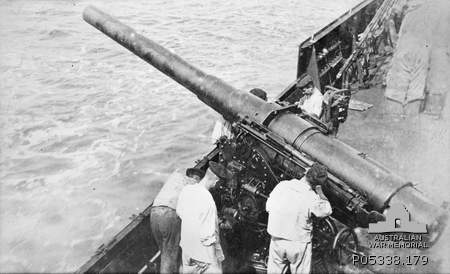
Un canon de 15 cm SK L/40 à bord du croiseur auxiliaire SMS Wolf vers 1916-1918

Le canon de 15 cm SK L/40 est un canon naval allemand utilisé comme armement secondaire sur les cuirassés pré-dreadnought, les croiseurs protégés et les croiseurs blindés de la marine impériale allemande pendant la Première Guerre mondiale. Il est également utilisé comme canon de défense côtière pendant les Première et Seconde Guerres mondiales.

## Construction
Le canon de 15 cm SK L/40 est constitué d'un tube A, de deux couches de cerceaux et utilise un bloc de culasse à coin coulissant horizontal Krupp. Il utilise des charges propulsives et des projectiles à chargement séparé dans un boîtier métallique. Contrairement à d'autres gros canons navals de l'époque qui utilisent des charges et des projectiles à chargement séparé, ce canon utilise des charges à l'intérieur d'un étui en laiton pour assurer l'obturation. Les canons sont souvent montés dans des casemates simples ou des tourelles simples au milieu du navire. En plus des canons produits pour la marine impériale allemande, des modèles d'exportation comparables sont produits pour la marine royale néerlandaise et produits sous licence par Škoda pour la marine austro-hongroise.
| Exporter des modèles | N°2      | N°3      | N°4      | N°5      | Krupp 15 cm L/40 K94 | Skoda 15 cm L/40 K96 |
| -------------------- | -------- | -------- | -------- | -------- | -------------------- | -------------------- |
| Utilisateurs         | Pays-Bas | Pays-Bas | Pays-Bas | Pays-Bas | Autriche-Hongrie     | Autriche-Hongrie     |
| Masse                | 4 420 kg | 4 850 kg | 5 200 kg | 4 880 kg | 4 500 kg             | 4 500 kg             |
| Longueur des rayures | 4,4 m    | 4,8 m    | 5,5 m    | 4,6 m    | 4,6 m                | 4,6 m                |
| Vitesse initiale     | 680 m/s  | 680 m/s  | 850 m/s  | 745 m/s  | 690 m/s              | 690 m/s              |

## Utilisation navale
Classes de navires qui transportent le canon de 15 cm SK L/40 :
- Reich allemand:
  - Classe Kaiser Friedrich III
  - Classe Prinz Adalbert
  - Classe Roon
  - Classe Scharnhorst
  - Classe Victoria Louise
  - Classe Wittelsbach
  - SMS Kaiserin Augusta
  - SMS Greif (de)
  - SMS Möwe
  - SMS Wolf
  - Deutschland
- Autriche-Hongrie:
  - Classe Habsburg
  - Classe Monarch
  - SMS Kaiser Karl VI
  - SMS Sankt Georg
- Pays-Bas:
  - Classe Holland
  - Classe Koningin Regentes
  - HNLMS Marten Harpertszoon Tromp
  - HNLMS Jacob van Heemskerck
  - HNLMS De Zeven Provinciën
- Empire ottoman:
  - Classe Avnillah (de)
  - Asar-i Tevfik (en)
  - Feth-i Bülend (en)
- Chine:
  - Croiseur protégé de classe Haiyung

## Munition
Les munitions sont de type à tir rapide à chargement séparé. Les projectiles font 39-46,5 cm (37,4744094465 pi) de long avec une douille et une charge ensachée qui pèse 10 kilogrammes.
Le canon peut tirer:
- Obus de perforation d'armure de 51 kg
- Fusée de base hautement explosive de 45 kg
- Fusée de nez hautement explosive de 45 kg
- Fusée de nez de coquille commun de 45 kg[Note 2]